# Fairways, culture golf
fairways (Culture golf) est un magazine français né en 2004 créé par Antoine Davot et Marc Giulioli sur une idée spontanée après une partie de golf à Bethemont (Yvelines) Le magazine délibérément lifestyle présente toute la culture golf : matériel, tendances, compétitions, joueurs, voyages, tips, concours, infos, publicité ou art golfique, mode sur un ton légèrement décalé qui se démarque nettement de la presse golfique française existante.
Le magazine, trimestriel à sa création, a de l´ambition, celle de plaire et de faire passer un moment agréable tout en ayant parfois un regard différent. Une de ses différences est aussi de faire appel à des photographes de choc, jeunes ou confirmés  (Cyril Laget pour la mode et Michael Pfoss (2013+) pour les parcours) afin de proposer un style visuel à part.  
fairways est édité (et parfois écrit) par des passionnés provenant d'horizons professionnels différents qui ne se prennent pas au sérieux mais veulent diffuser un magazine de qualité pour toutes les golfeuses et golfeurs. Chaque année au mois de mai parait le classement "Best Golfs" qui établit un ranking des golfs et resorts français d'après les votes tout à fait subjectifs d'un panel de votants issus du monde di golf (directeurs, pros, équipementiers, VIP amateurs de golf ..). En décembre parait le supplément "Guide Hotels & Golfs". 
Un site internet à contenu (www.fairways-mag.com) complète le dispositif depuis 2006, sans oublier une présence sur différents réseaux sociaux (Instagram, Facebook, twitter, Linkedin) 
fairways sait aussi être un organisateur d'événements : expositions photos (Swing'in Paris - 2018, Golfeurs - 2022, 20 ans - 2024, Ladies Only - 2025) ou compétitions de golf comme la fairways cup, une compétition richement dotée avec 12 étapes dans toute la France (formule : shamble à deux stableford)
fairways a fété ses 20 ans en 2024 avec un record de diffusion (certifié par l'ACPM) ) à 50.111 exemplaires en moyenne par parution. 

## Autres infos
- Antoine Davot : associé fondateur, rédacteur en chef.
- Antoine Lascault : rédacteur en chef adjoint
- Marc Giulioli : associé fondateur, président
- Laure Giulioli : associée, responsable fairways cup
- Karin Prissert : DA

## Concurrent
- DMGolf[1] (France, ne parait plus)
- Golf Européen (France - ne parait plus)
- Golf Magazine (France)
- Journal du Golf (France)
- Golf Digest (USA)
- Golf Revue (Autriche)
- Golf Régions (France)
- Practice (France, ne parait plus en version papier)
- Sortie de Bunker (nouveau 2024)